# メタル・ハート
『メタル・ハート』（Metal Heart）は、ドイツのヘヴィメタル・バンド、アクセプトが1985年に発表した6作目のスタジオ・アルバム。

## 背景
デビュー当時のセカンド・ギタリスト、ヨルグ・フィッシャーが復帰した編成でレコーディングされた。プロデュースは、1975年よりスコーピオンズの作品を手掛けてきたディーター・ダークスによる。
タイトル曲「メタル・ハート」にはピョートル・チャイコフスキーの「スラヴ行進曲」とルートヴィヒ・ヴァン・ベートーヴェンのエリーゼのためにからの引用が含まれており、ウルフ・ホフマンは2013年のインタビューにおいて「よくメタルの雛型を作ったのはブルースだと言われて、クラシック音楽との関係については殆ど語られてこなかった。だけど、多くの偉大な作曲家達は、当時のメタル・ゴッドだったんだよ!」と語っている。

## 反響・評価
バンドは本作で大きな成功を収めた。母国ドイツのアルバム・チャートでは13位を記録し、自身初のトップ20入りを果たす。スウェーデンのアルバム・チャートでは初登場6位となり、その後4位を記録。ノルウェーのアルバム・チャートでは3週連続で9位を記録した。日本では自身初のオリコンLPチャート入りを果たし、最高47位を記録。アメリカのBillboard 200では94位を記録し、2作連続でトップ100入りを果たした。
Eduardo Rivadaviaはオールミュージックにおいて5点満点中4.5点を付け「アメリカ市場に食い込もうという戦略から、彼らの力強いギター・リフに、よりキャッチーなコーラスやメロディを持ち込んだ」「確かに親しみやすさを追求しているが、有能なリード・スクリーマーであるウド・ダークシュナイダーの、喉を引き裂くような声には、些かの衰えもない」と評している。

## 収録曲
全曲ともアクセプトとデフィの共作。
1. メタル・ハート "Metal Heart" – 5:19
2. ミッドナイト・ムーヴァー "Midnight Mover" – 3:05
3. アップ・トゥ・ザ・リミット "Up to the Limit" – 3:47
4. 正邪の選択 ""Wrong Is Right" – 3:08
5. スクリーミング・フォー・ア・ラヴバイト "Screaming for a Love-Bite" – 4:06
6. 飢えた奴ら "Too High to Get It Right" – 3:47
7. ドッグス・オン・リーズ "Dogs on Leads" – 4:23
8. 生存闘争 "Teach Us to Survive" – 3:32
9. リヴィング・フォー・トゥナイト "Living for Tonite" – 3:33
10. バウンド・トゥ・フェイル "Bound to Fail" – 4:58

## カヴァー
- メタル・ハート
  - ディム・ボルギル - ミニ・アルバム『暴虐の楽園 (Godless Savage Garden)』（1998年）に収録[11]。

## 参加ミュージシャン
- ウド・ダークシュナイダー - ボーカル
- ウルフ・ホフマン - ギター、エレクトリック・シタール、バッキング・ボーカル
- ヨルグ・フィッシャー - ギター、バッキング・ボーカル
- ピーター・バルテス - ベース、モーグ・タウラス（英語版）、バッキング・ボーカル
- ステファン・カウフマン - ドラムス、シンバル、ゴング、ティンパニ、バッキング・ボーカル